# Bertrand Lambert
Bertrand Lambert (Berck, 1 mei 1955 - aldaar, 14 juni 2013) was een Frans zeilwagenracer.

## Levensloop
Lambert werd driemaal wereldkampioen in klasse 3 van het zeilwagenrijden, in 1987, 1998 en 2000. Tevens werd hij in deze klasse achttienmaal Europees kampioen en won hij tweemaal zilver en tweemaal brons op het EK.
Op 7 april 1991 verbeterde hij op het strand tussen Le Touquet-Paris-Plage en Berck het snelheidsrecord in het zeilwagenrijden. Hij haalde er een snelheid van snelheid van 151,55 km/h, het vorige record bedroeg 144,44 km/h. Ook was hij lange tijd voorzitter van de Fédération française de char à voile (FFCV), de Franse sportfederatie voor het zeilwagenrijden.
In 2013 overleed hij ten gevolge van een longaandoening, hij had kanker.

## Palmares
- Wereldkampioenschap klasse 3: 1987, 1998 en 2000
- Europees kampioenschap klasse 3: 1979, 1980, 1981, 1982, 1983, 1985, 1987, 1988, 1989, 1990, 1991, 1992, 1993, 1995, 1998, 1999, 2000 en 2001
- Europees kampioenschap klasse 3: 1984 en 1989
- Europees kampioenschap klasse 3: 1977 en 1986